# Fulga de Jos, Prahova
Fulga de Jos este satul de reședință al comunei Fulga din județul Prahova, Muntenia, România.
Așezarea este atestată documentar în 1451.
În 1781, numele localității se schimbă din Smârciu în Fulga.